# Anthostomella
Anthostomella Sacc. – rodzaj grzybów z typu workowców Ascomycota.

## Systematyka i nazewnictwo
Pozycja w klasyfikacji według Index Fungorum: Xylariaceae, Xylariales, Xylariomycetidae, Sordariomycetes, Pezizomycotina, Ascomycota, Fungi.
Synonimy: Anthostoma subgen. Anthostomella (Sacc.) Cooke, Cryptosordaria De Not. ex Sacc., Entosordaria Speg. Maurinia Niessl, Paranthostomella Speg., Phaeophomatospora Speg:

## Gatunki występujące w Polsce
- Anthostomella appendiculosa (Berk. & Broome) Sacc. 1881
- Anthostomella clypeata (De Not.) Sacc. 1882
- Anthostomella formosa Kirschst. 1923
- Anthostomella melanotes (Berk. & Broome) P.M.D. Martin 1969[3]
- Anthostomella pedemontana Ferraris & Sacc. 1902

Nazwy naukowe na podstawie Index Fungorum. Wykaz gatunków według Mulenki i in..